# 402년

## 연호
- 동진(東晉) 원흥(元興) 원년 / 융안(隆安) 6년 / 대형(大亨) 원년
- 고구려(高句麗) 영락(永樂) 12년
- 후연(後燕) 광시(光始) 2년
- 후진(後秦) 홍시(弘始) 4년
- 북위(北魏) 천흥(天興) 5년
- 후량(後凉) 신정(神鼎) 2년
- 남량(南凉) 건화(建和) 3년 / 홍창(弘昌) 원년
- 북량(北凉) 영안(永安) 2년
- 남연(南燕) 건평(建平) 3년
- 서량(西凉) 경자(庚子) 3년

## 기년
- 동진(東晉) 안제(安帝) 6년
- 북위(北魏) 도무제(道武帝) 17년
- 신라(新羅) 내물 마립간(奈勿麻立干) 47년 / 실성 마립간(實聖麻立干) 원년
- 고구려(高句麗) 광개토왕(廣開土王) 12년
- 백제(百濟) 아신왕(阿莘王) 11년

## 사건
고구려 광개토왕이 후연을 쳐서 평주(랴오닝)를 함락시켰다.
신라, 내물 마립간 세상을 떠남.  이찬 대서지의 아들 실성이 왕의 자리에 오름.

## 사망
- 신라(新羅) 17대 왕 내물 마립간(奈勿麻立干)